# Зигги Стардаст
Зигги Стардаст (англ. Ziggy Stardust; Stardust на рус. Звёздная пыль) — вымышленный персонаж, созданный Дэвидом Боуи, являющийся центральной фигурой его концептуального глэм-рок-альбома The Rise and Fall of Ziggy Stardust and the Spiders From Mars и образ которого развивается в альбоме Aladdin Sane. Зигги Стардаст — это бисексуальный андрогинный человекоподобный марсианин, который пытается подарить человечеству послание надежды в течение тех пяти лет, которые он провёл на Земле. Зигги представляет собой стереотипный образ «типичной» рок-звезды: он сексуально раскрепощён, употребляет наркотики и алкоголь, исповедует философию мира и любви, но в итоге он разрушает себя излишествами наркотиков и секса и погибает от рук вдохновлённых им фанатов.
Дэвид Боуи в период нахождения в образе Зигги настойчиво требовал от журналистов не называть его прошлым псевдонимом, постоянно напоминая им, что он Зигги Стардаст. Когда Зигги Стардаст стал популярным персонажем, имя самого Дэвида Боуи стало прочно ассоциироваться с именем Зигги (в период его тесной дружбы с Игги Попом их называли «Игги и Зигги»), что самому музыканту спустя годы крайне не нравилось. Боуи планировал сделать масштабный мюзикл, посвящённый Зигги.

## История персонажа

### Предыстория и причины появления Зигги Стардаста
Для Дэвида Боуи и его ближайшего окружения появление Зигги Стардаста не стало неожиданностью. По словам музыканта, примерно половина песен из альбома The Rise and Fall of Ziggy Stardust and the Spiders from Mars была записана до выхода его предыдущего альбома Hunky Dory.
Композиции «Moonage Daydream», «Hang On to Yourself» и «Lady Stardust» ранее фигурировали в репертуаре команды Arnold Corns. Эту группу Дэвид Боуи создал, объединив одноимённый коллектив из Далвичского колледжа и 19-летнего дизайнера Фредди Бурретти, пообещав обеим сторонам помочь с сочинением песен. В результате у Arnold Corns вышла пара синглов, но ни один из них даже не был замечен публикой, в том числе и «Moonage Daydream» с «Hang on to Yourself» на обратной стороне пластинки. При сравнении вариантов того времени последних двух песен с их окончательными версиями становится понятно, почему первые провалились: они звучали, скорее, как застольные фолк-импровизации, хотя были написаны для того, чтобы стать рок-гимнами. Песня Holy Holy была впервые записана в конце 1970 года и вышла синглом в январе 1971 года.
Создание Зигги значило для Дэвида то, что за этой маской он мог скрыть все свои комплексы и страхи. Одним из этих страхов было сумасшествие, которое, как считал Боуи, было наследственным в его семье (так сошёл с ума брат Дэвида — Терри). Сам Боуи о создании Зигги говорил:
Дело было ещё в том, что вначале у меня просто не хватало смелости петь свои песни на сцене, а больше никто их не пел. … Я решил делать это под маской, так мне вроде не придётся проходить через это унижение — выходить на сцену и быть собой. И я стал одержим этим;
Зигги был частично сотворен из определенного рода высокомерия. Но вспомним, тогда я был молод, и такая идея казалась мне позитивной. … Я думал, что это грандиозная картина-китч. Это было настоящее страшилище.

### История Зигги
Дэвид Боуи за пару месяцев до выхода первого альбома Зигги описывал его так: 
То, что у вас есть на этом альбоме, когда он наконец выйдет — это история, которая на самом деле не имеет места, это всего лишь несколько небольших сцен из жизни группы под названием Ziggy Stardust and The Spiders From Mars, которые могли бы стать последней группой на Земле, возможно, в течение последних пяти лет Земли. Я совсем не уверен.
В интервью начала 1974 года Rolling Stone с Уильямом Берроузом Боуи рассказал историю Зигги Стардаста:
Осталось пять лет, прежде чем планете настанет конец. Было объявлено, что человечество умрёт из-за нехватки природных ресурсов. Зигги находится в положении, когда все дети имеют доступ к вещам, которые они только могли пожелать. Взрослые потеряли всякую связь с реальностью, а дети предоставлены сами себе, подворовывая всё, что плохо лежит. Зигги играл в рок-н-рольной группе, но теперь никому не нужен рок-н-ролл. На планете нет электричества, чтобы исполнять эту музыку. Советник предлагает Зигги петь о том, что происходит вокруг, информировать людей, но все новости ужасны. Таким образом, Зигги — это и есть страшная весть. …
Зигги видит сон, в котором бесконечности говорят ему написать песню о пришествии звёздных людей. Так он сочиняет «Starman» — песню надежды. Звёздные люди приземляются где-то в районе Гринвич Виллидж в Нью-Йорке. Они случайно попали на нашу планету, путешествуя в чёрных дырах. Вся их жизнь проходит в путешествиях между вселенными, их не заботит судьба нашего мира, и они не могут быть полезны нашей планете. Один из звёздных людей похож на Марлона Брандо, другой — негр, типичный житель Нью-Йорка. Зигги становится пророком, его окружают ученики. На сцене вновь появляются чёрные дыры. Поскольку они состоят из антиматерии, то используют кусочки тела Зигги для своей материализации. Они рвут его на части прямо на сцене под песню «Rock-n-roll Suicide». Как только он погибает, бесконечности берут его элементы и становятся видимыми.
Чёрные дыры были представлены людьми на концертах, чтобы зрителям было понятно, что происходит на сцене.
Исполнение Дэвидом Боуи «Starman» на Top of the Pops в роли Зигги Стардаста привлекло внимание общественности и по словам участников группы, после этого выступления будто проснулись уже известными. В интервью 2010 года для Rolling Stone Боно сказал: «Первый раз, когда я увидел его, он пел Starman по телевизору. Это было похоже на падение существа с неба. Американцы отправили человека на Луну. У нас был свой британский парень из космоса — с ирландской матерью».

### День рождения и смерти
Днём рождения Зигги принято считать 16 июня 1972 года, день выпуска альбома The Rise and Fall of Ziggy Stardust and the Spiders From Mars. Зигги прожил чуть больше года и был похоронен своим создателем — равнодушно и публично — в лондонском Hammersmith Odeon 3 июля 1973, своим создателем Дэвидом Боуи, который объявил на последнем выступлении Зигги: 
Из всех шоу этого тура, это шоу особенное и останется с нами дольше всех, потому что это не только последнее шоу тура, это — последнее шоу, которое мы будем когда-либо делать. Спасибо.

Оригинальный текст (англ.)Of all the shows on this tour, this particular show will remain with us the longest, because not only is it the last show of the tour, but it’s the last show that we’ll ever do. Thank you.
Сохранилась запись этого шоу, снятая режиссёром Донном Аланом Пеннебейкером — Ziggy Stardust and the Spiders from Mars.

### Дэвид Боуи о Зигги Стардасте
- Хоть Дэвид и исполнял почти все 70-е годы многие песни времён существования Стардаста, о самом персонаже слышать ничего не желал. Весьма говорящее в этом плане исполнение Moonage Daydream на концертном туре в поддержку альбома Diamond Dogs, в котором Дэвид вместо того, чтобы спеть «I’m the space invader» («Я космический захватчик») язвительно говорил «I was space invader» («Я был космическим захватчиком»), причём с акцентом на слове «was» («был»).
- Зигги был наполовину персонажем научно-фантастического рока, наполовину героем японского театра. Наряды же его по тем временам просто были убийственными — никто до этого не видел ничего подобного[15].
- Я тоже влюбился в Зигги. Было довольно просто попасть в зависимость от персонажа на круглые сутки. Я стал Зигги Стардастом, а Дэвид Боуи вообще исчез. Все меня уверяли, что я пророк, особенно во время того первого тура по Америке (в конце 1972 года). Я безнадёжно увяз в этой фантазии[2]. (1976)
- Зигги действительно задал тон моей будущей работе. Зигги был моим марсианским мессией, который играл на гитаре. Он был очень упрощенным человеком. Я считал его очень простым человеком … почти как персонаж Ньютона, которого я должен был сыграть в фильме Человек, который упал на Землю позже. Кто-то, кто был сброшен сюда, был низведен до нашего образа мыслей и в конечном итоге уничтожил себя[2].
- Я думал, что это [Зигги] было красивое произведение искусства. Честное слово, я считал его, этого парня, отличным артистом для массового потребителя. А потом этот придурок не давал мне покоя многие годы[2]. (1977)
- Я нахожу это очень освежающим зрелищем. Это было необычное явление в роке в то время. (1984)[2]
- Я совсем не удивился тому, что Зигги сделал мою карьеру. Я сфабриковал абсолютно правдоподобного пластикового рокера — гораздо правдоподобнее любой фабрикации MONKEES. Мой пластиковый рокер был гораздо пластиковее, чем у любого другого.
- (Зигги), несомненно, помог пробиться идее, что ты можешь создать свой собственный способ обращения с окружающим миром или со своим собственным миром, со своим периодом времени. Что тебе вовсе незачем укладываться в рамки, определенные для тебя кем-то другим. И если ты хочешь, ты можешь быть очень радикальным — не имея в виду обычный политический жаргон, — в том, как подойти к собственной жизни, собственной сексуальности, собственному стилю одежды. Идея самосоздания, или пересоздания, до тех пор никем не была заявлена[16].

## Образ
Дело в том, что само это движение просуществовало всего 18 месяцев. От начала до конца. Потом мы все пошли своей дорогой — Roxy Music и я. Конечно, были те, кто заскочил в последний вагон, всякие Гэри Глиттеры и иже с ними. Всё-таки, они были ужасны. Они нам не нравились. Мы были большими снобами в этом отношении. Нас было трое: T.Rex, Roxy и я. Всё. Вот и вся школа глэм-рока. Это даже не движение.

### Вдохновение для образа
В интервью Боуи признался, что в реальной жизни вдохновением для образа Зигги стал Винс Тейлор, с которым он познакомился после периода депрессии из-за злоупотребления алкоголем и наркотиками. Придумывая андрогинный образ Зигги, Боуи был вдохновлен макияжем и постановками театра кабуки.
На эстетику Зигги Стардаста повлияли: недавний фильм «Заводной апельсин» и одноименная книга Энтони Бёрджесса, образ драг-квин, которые часто посещали студию Энди Уорхола, а также произведение Уильяма Берроуза «Дикие мальчики». Дэвид Боуи также утверждал, что Зигги Стардаст родился из желания отойти от джинсовой ткани и хиппи 1960-х годов.
Биограф Николас Пегг (автор книги «Complete David Bowie») отметил: «Сам персонаж Зигги Стардаст, этот мессия из космоса, пластмассовый рок-певец, явно был создан из многих различных деталей. В нём одном были разные персонажи: реальные, выдуманные, и конечно в нём был Сид — это и гламурный англичанин, и немного безумный исполнитель рока. И конечно Лу Рид и Velvet Underground в нём тоже были, в рамках превосходного уличного рока».

### Внешность
Мик «Вуди» Вудманси, барабанщик группы с которой выступал Дэвид Боуи в образе Зигги, сказал, что одежда, которую носили The Spiders from Mars и Зигги Стардаст имела «женственность и явную возмутительность», и что внешность персонажей «определенно соотносилась с нашими мятежными творческими инстинктами». Вудманси также рассказал как участники группы отреагировали на свои костюмы:
Он [Боуи] говорил нам: «Мы ставим шоу, так что я хочу, чтобы вы надели это». И Мик [Ронсон] такой говорит: «Да пошёл ты на фиг, я не буду это носить!» Он [Дэвид] принёс нам одежду голубого, золотого и розового цветов, и я удивился: «Да кто, блин, будет носить розовый?» А он в ответ: «Ну, Тревору идёт голубой, Мику — золотой, так что ты будешь в розовом. Тебе придётся быть человеком в розовом». И я такой: «Эээ, ну ладно»

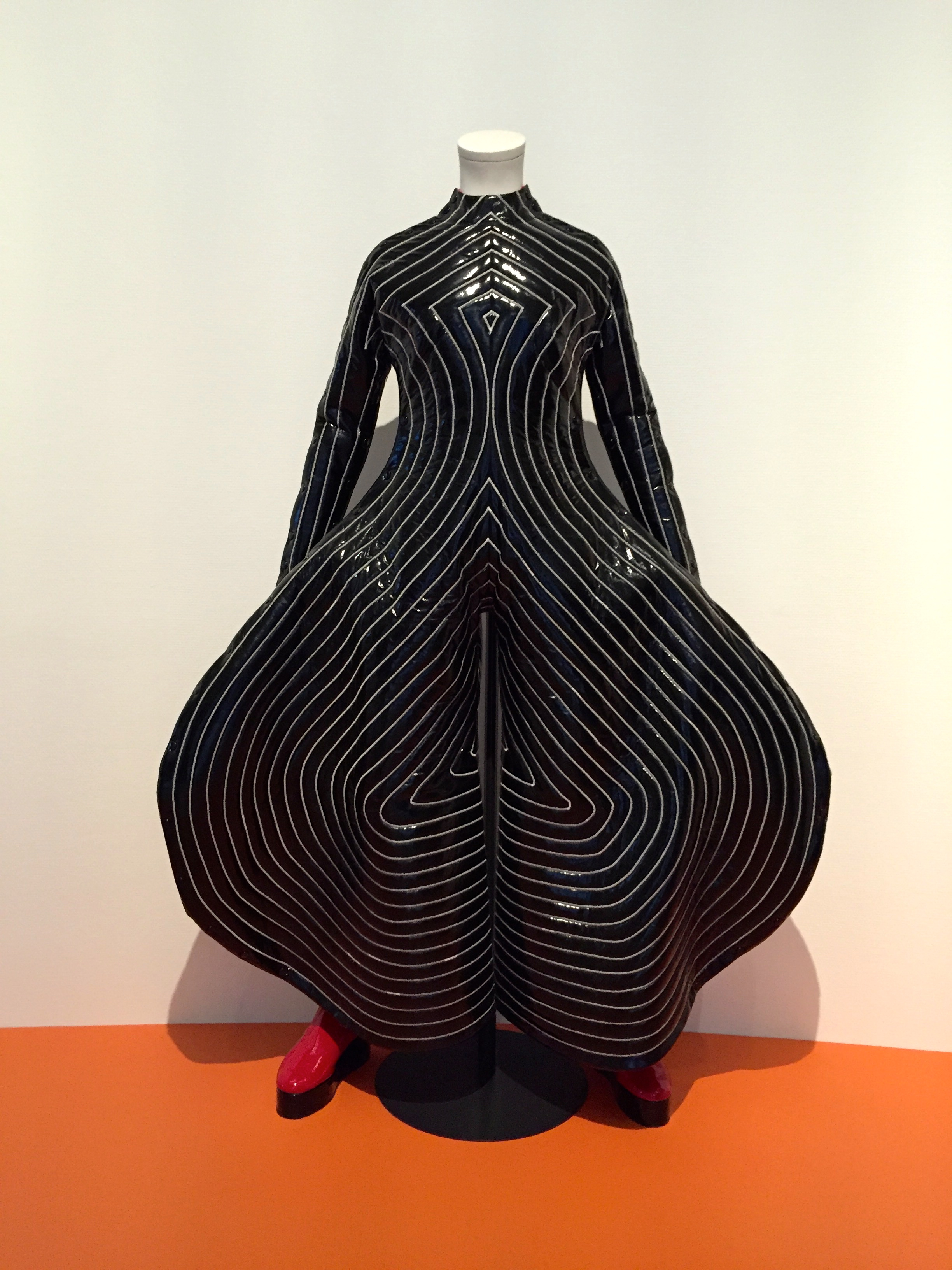
Один из костюмов Зигги Стардаста

Причёска Боуи в образе Зигги Стардаста — огненно-красный маллет, — заняла четвёртое место в рейтинге самых культовых причёсок певцов и музыкантов. Боуи захотел сделать себе такую же прическу, увидев фотографии первого показа шоу Кансаи Ямото в журнале Harper’s Bazaar, на которых японский дизайнер использовал парики, имитировавшие гриву льва в стиле кабуки, для своих моделей. Дэвид Боуи рассказывает: «Заказать костюм мне было не по карману, но сделать такую прическу — я смог. Сюзи Фюссей (Suzi Fussey, которая вышла замуж за Мика Ронсона, приглашенная на тот момент женой Дэвида — Анджелой) смогла сделать точную копию этого образа. Стрижку и цвет волос придумал Кансай, использовав рыжую краску. Сначала была стрижка, примерно 20-25 января 1972 года, никакой краски, просто каскад слоями. Краска появилась позднее, когда шоу Кансая приобрело максимальную популярность и признание».
Также Энджи ходила по дешевым магазинам Лондона в поисках пестрых и нестандартных вещей, совершенно не соответствовавших моде. Сам Боуи говорил, что он и его участники группы во времена Зигги Стардаста носили одежду, найденную на помойках, которую выкидывали знаменитые лондонские дизайнеры из-за некоторого брака. Весь концертный гардероб для Зигги Стардаста создал японский дизайнер Кансай Ямамото.
На обложке альбома Aladdin Sane Боуи был изображён с причёской, как у Зигги, и красными, чёрными, синими молниями на лице. Данная обложка считается одним из самых знаковых изображений Дэвида Боуи и одной из самых известных обложек музыкальных альбомов. Данный культовый образ Боуи придумал совместно с Пьером ЛяРошем: сидя в студии Брайана Дафии, визажист вспомнил принт в виде молнией на ранних костюмах Зигги Стардаста и предложил музыканту обыграть его уже в макияже.
Нужно обладать некоторым чувством юмора, чтобы ходить с красными волосами и без бровей!
Очень подробно макияж Зигги был описан в журнале Mirabelle в 1973 году: «В качестве базового тона он использует белую рисовую пудру, которую можно купить почти в любом магазине в Японии. Веки густо красит индийским черным пигментом, накладывая поверх него другие тона. Затем на кожу влажным спонжем наносится жидкая тональная основа — белая, розовая или желтая. Для сцены Дэвид обычно сочетает оттенки, чтобы добиться скульптурности лица, но порой он ограничивается чисто белым цветом. Круг на его лбу, который приводит в такой восторг всех фанатов, нарисован золотым кремообразным пигментом, который был привезен из Нью-Йорка. Еще он сказал, что маленькие „японские“ кисточки для макияжа, которые он купил в нью-йоркском Makeup Centre, оказались гораздо лучше тех, что продаются в самых лучших магазинах в Японии. На фотографиях того периода вы видите, как сияет супер-блеск от Elizabeth Arden на его губах и веках. И старая-добрая черная, а иногда — синяя, тушь для ресниц. Бывает, Дэвид рисует волнистые цветные линии, которые спускаются по его лицу от бровей к губам. В последнее время он использует серебристый жемчужный блеск на губах, нанося поверх него охряные или розовые акценты. Иногда золотой круг на лбу обрамляют стразы, приклеенные к коже клеем для накладных ресниц. Вне сцены Дэвид не злоупотребляет косметикой, не пользуется тональными средствами, лишь иногда наносит на лицо увлажняющий крем и немного рисовой пудры. Но обычно он предпочитает демонстрировать свою собственную — очень светлую, чистую, гладко выбритую кожу настоящего англичанина».
Золотой астральный круг на лбу, нарисованный специальной базой под макияж — это точка выхода астральной проекции. Посередине лба между глазами находится шестая чакра третьего глаза — Аджна, которая отвечает за творческое вдохновение, развитие духовности, осознание жизненного пути.

### Имя
В 1990 году в интервью журналу Q Дэвид Боуи рассказывал, что имя Зигги он придумал, когда шёл на поезд мимо ателье с вывеской «Ziggy’s», ему понравилось название, потому что оно звучало «как Игги (Игги Поп), но это было название ателье, и я подумал, хорошо, вся эта штука будет об одежде, это стало моей собственной небольшой шуткой. Таким образом Зигги Стардаст был настоящим сборником всего». К тому же, оно было «одним из немногих христианских имён, которое я смог найти на букву Z», сказал певец журналу Rolling Stone. Помимо созвучия с именами Игги и Твигги, которые были друзьями музыканта, некоторые источники предполагают, что происхождение имени связано с Марком Боланом, который планировал назвать свою группу «Zinc Alloy», прежде чем остановился на T. Rex. В этом случае, Зигги стал сочетанием Z из Zinc (цинк) и Игги.
«Stardust» происходит от псевдонима одного из коллег Боуи, кантри-певца по имени Норман Карл Одэм — The Legendary Stardust Cowboy (они записывались на одном лейбле).

## Влияние и наследие
- В рок-опере «Стармания» на создание персонажа Зигги авторов вдохновил образ Дэвида Боуи[36].
- Персонаж упоминается в песне «Rocket» группы Def Leppard с альбома Hysteria.
- Образ андрогинного пришельца Омеги, использованный Мэрилином Мэнсоном в его альбоме Mechanical Animals (1998) был во многом вдохновлён образом Зигги Стардаста.
- В марте 2012 года компания Crown Estate, которой принадлежат Риджент-стрит и Хеддон-стрит, открыла мемориальную табличку в честь вымышленного персонажа Зигги Стардаста в доме № 23 на том же месте, что и табличка «К. Уэст» на обложке альбома The Rise and Fall of Ziggy Stardust and the Spiders From Mars[37][38].
- В 2012 году был выпущен фильм Дэвид Боуи: История Зигги Стардаста, рассказывающий историю Зигги, режиссёром выступил Джеймс Хейл[39].
- Летом 2019 года американская компания Mattel выпустила ограниченную серию кукол Барби в образе Зигги Стардаста. Кукла одета в блестящий космический костюм и ярко-красные сапоги на платформе. На лбу у Барби нарисована астральная сфера; ее прическа также стилизована под Зигги Стардаста[40].
- Слово «Stardust» на волне успеха Дэвида Боуи подхватили многие музыканты: Элвин Стардаст (урожденный Джури Бернард Уильям, первую известность получил в начале 60-х как Шейн Фентон[41]) в 1974 вернулся в музыку под новым псевдонимом, с имиджем глэм-рокера и выпустил ряд успешных синглов.
- В честь этого персонажа получил своё название вид блуждающих пауков Bowie ziggystardust рода Bowie (Ctenidae), впервые описанный немецким арахнологом Петером Егером в 2022 году[42].